# Lee Se-young
Lee Se-young (이세영?, I Se-yeongLR, Lee Se-yŏngMR; 20 dicembre 1992) è un'attrice sudcoreana.

## Biografia
Lee iniziò la sua carriera come attrice bambina nel 1997, diventando nota per i film Ahopsal insaeng (2004), Yeoseonsaeng VS yeojeja (2004) e Yeolsesal, Su-a (2005). Compiuti vent'anni, ottenne ruoli da adulta in Bogosipda e Sachun-gi medley, ma la sua popolarità aumentò dopo aver preso parte a Wolgyesu yangbokjeom sinsadeul tra il 2016 e il 2017, per il quale ricevette opinioni positive: lei e il collega Hyun Woo furono soprannominati "Ahchoo Couple" dai fan, e Lee vinse il premio di miglior nuova attrice televisiva ai Baeksang Arts Awards per la sua interpretazione.

## Filmografia

### Cinema
- Godog-i momburimchil ttae (고독이 몸부림칠 때?), regia di Lee Soo-in (2004)
- Ahopsal insaeng (아홉살 인생?), regia di Yoon In-ho (2004)
- Yeoseonsaeng VS yeojeja (여선생 VS 여제자?), regia di Jang Kyu-sung (2004)
- Nae saeng-ae gajang areumda-un ilju-il (내 생애 가장 아름다운 일주일?), regia di Min Kyu-dong (2005) – cameo
- Yeolsesal, Su-a (열세살, 수아?), regia di Kim Hee-jung (2007)
- Nae anae-ui modeun geot (내 아내의 모든 것?), regia di Min Kyu-dong (2012) – cameo
- Cheongpodo satang - 17nyeon jeon-ui yaksok (청포도 사탕: 17년 전의 약속?), regia di Kim Hee-jung (2012) – cameo
- Museo-un i-yagi (무서운 이야기 2?), regia di registi vari (2013)
- Pikkeunneun cheongchun (피끓는 청춘?), regia di Lee Yeon-woo (2014)

### Televisione
- Hyeongje-ui gang (형제의 강?) – serie TV (1997)
- Dae-wang-ui gil (대왕의 길?) – serie TV (1998)
- Eomma-ui ttal (엄마의 딸?) – serie TV (1998)
- Uriga jeongmal saranghaess-eulkka (우리가 정말 사랑했을까?) – serie TV (1999)
- Yaksok (약속?) – serie TV (1999)
- Wiheomhan jajangga (위험한 자장가?) – film TV (1999)
- Song-i-ya nolja (송이야 놀자?), regia di Jang Geun-soo – film TV (2000)
- Geu, geunyeo-ege beorimbatda (그, 그녀에게 버림받다?), regia di Choi Yong-won – film TV (2000)
- Ondal wangjadeul (온달 왕자들?) – serie TV (2000)
- Bogosip-eun eolgul (보고싶은 얼굴?) – serie TV (2001-2002)
- Seonmul (선물?) – serie TV (2002)
- Robinson Crusoe-ui moheom (로빈슨 크루소의 모험?, Robinseun Keuruso-ui moheomLR) – serie TV (2002)
- Nae sarang patzzi (내 사랑 팥쥐?, Nae sarang patjwiLR) – serie TV (2002)
- Wipungdangdang geunyeo (위풍당당 그녀?) – serie TV (2003)
- Sur-ui nara (술의 나라?) – serie TV (2003)
- Disco-ui yeo-wang (디스코의 여왕?, Diseuko-ui yeo-wangLR) – film TV (2003)
- Hoejeonmongma (회전목마?) – serie TV (2003-2004)
- Dae Jang-geum (대장금?) – serie TV (2003-2004)
- Bokgyeong naesarang (북경 내사랑?) – serie TV (2004)
- Sonagi (소나기?), regia di Go Young-tak – film TV (2005)
- Dor-a-on single (돌아온 싱글?, Do-ra-on singgeulLR) – serie TV (2005)
- Jamaebada (자매바다?) – serie TV (2005-2006)
- Geochim-eobs-i high kick! (거침없이 하이킥!?, Geochim-eobs-i ha-i kik!LR) – serie TV, episodio 143 (2007)
- Kokkiri (코끼리?) – serie TV (2008)
- Yeongdeok women's ssireumdan (영덕 우먼스 씨름단?, Yeongdeok umeonseu ssireumdanLR), regia di Kim Hyung-suk – film TV (2011)
- Chonggangne yachaegage (총각네 야채가게?) – serie TV (2011)
- Dae-wang-ui kkum (대왕의 꿈?) – serie TV (2012-2013)
- Bogosipda (보고싶다?) – serie TV (2012-2013)
- Gyeolhon-ui yeosin (결혼의 여신?) – serie TV (2013)
- Sachun-gi medley (사춘기 메들리?, Sachun-gi medeulliLR) – miniserie TV (2013)
- Haneuljae sar-insageon (하늘재 살인사건?), regia di Choi Joon-bae – film TV (2013)
- Trot-ui yeon-in (트로트의 연인?, Teuroteu-ui yeon-inLR) – serie TV (2014)
- Ahopsu sonyeon (아홉수 소년?) – serie TV (2014)
- Vampire tamjeong (뱀파이어 탐정?, Baempa-i-eo tamjeongLR) – serie TV (2016)
- Wolgyesu yangbokjeom sinsadeul (월계수 양복점 신사들?) – serie TV (2016-2017)
- A Korean Odyssey (화유기?, Hwa-yugiLR – serie TV (2016-2017)
- Choego-ui hanbang (최고의 한방?) – serie TV (2017)
- How Are You Bread (하와유브레드?, Ha-wa-yu beuredeuLR) – webserie (2017)
- Kairos (카이로스?, Kairoseu) - serie TV (2020)
- Memorist (메모리스트?, MemoriseuteuLR) – serie TV (2020)
- Otsomae bulg-eun kkeutdong (옷소매 붉은 끝동?) – serie TV (2021-2022)

## Riconoscimenti
| Anno | Premio                 | Categoria                     | Opera nominata                 | Risultato       |
| ---- | ---------------------- | ----------------------------- | ------------------------------ | --------------- |
| 2004 | Chunsa Film Art Awards | Miglior giovane attrice       | Ahopsal insaeng                | Vincitore/trice |
| 2004 | Korean Film Awards     | Miglior nuova attrice         | Ahopsal insaeng                | Candidato/a     |
| 2005 | Baeksang Arts Awards   | Miglior nuova attrice (Film)  | Yeoseonsaeng VS yeojeja        | Candidato/a     |
| 2005 | KBS Drama Awards       | Miglior giovane attrice       | Sonagi                         | Vincitore/trice |
| 2016 | KBS Drama Awards       | Miglior nuova attrice         | Wolgyesu yangbokjeom sinsadeul | Vincitore/trice |
| 2016 | KBS Drama Awards       | Miglior coppia (con Hyun Woo) | Wolgyesu yangbokjeom sinsadeul | Vincitore/trice |
| 2017 | Baeksang Arts Awards   | Miglior nuova attrice (TV)    | Wolgyesu yangbokjeom sinsadeul | Vincitore/trice |